# همنت
همنت (به انگلیسی: Hamnet) یک فیلم درام تاریخی آماده اکران به کارگردانی کلویی ژائو است که فیلمنامه بر اساس رمانی از مگی اوفارل در سال ۲۰۲۰ ساخته شده است.

## داستان
داستانی تخیلی دربارهٔ زندگی ویلیام شکسپیر و همسرش ان هتوی، پس از مرگ پسر ۱۱ ساله آنها، همنت می‌باشد.

## ساخت
در ابتدا قرار بود فیلمبرداری در ۳ ژوئن ۲۰۲۴ در لندن آغاز شود. تولید در عوض در ۲۹ ژوئیه ۲۰۲۴ در ولز آغاز شد و دو ماه بعد در ۳۰ سپتامبر به پایان رسید.

## انتشار
کمپانی فوکس فیچرز حقوق پخش فیلم را در اوت ۲۰۲۴ به دست آورد، و یونیورسال پیکچرز توزیع بین‌المللی آن را انجام می‌دهد.